# Arvid Lindman
Salomon Arvid Achates Lindman (Uppsala, 19 settembre 1862 – Londra, 9 dicembre 1936) è stato un politico svedese.
Fu primo ministro della Svezia dal 1906 al 1911 e dal 1928 al 1930. Introdusse il suffragio universale alla Camera.